# Isasjö
Isasjö är en sjö i Alingsås kommun och Bollebygds kommun i Västergötland och ingår i Göta älvs huvudavrinningsområde. Sjön har en area på 0,0825 kvadratkilometer och ligger 189,7 meter över havet. Sjön avvattnas av vattendraget Sågebäcken.

## Delavrinningsområde
Isasjö ingår i det delavrinningsområde (641830-131320) som SMHI kallar för Vid Q i Län punkt. Medelhöjden är 210 meter över havet och ytan är 4,42 kvadratkilometer. Det finns inga avrinningsområden uppströms utan avrinningsområdet är högsta punkten. Sågebäcken som avvattnar avrinningsområdet har biflödesordning 4, vilket innebär att vattnet flödar genom totalt 4 vattendrag innan det når havet efter 64 kilometer. Avrinningsområdet består mestadels av skog (95 procent). Avrinningsområdet har 0,08 kvadratkilometer vattenytor vilket ger det en sjöprocent på 1,8 procent.